# Kreis Ludwigslust
De Kreis Ludwigslust was een Kreis in de Bezirk Schwerin in de Duitse Democratische Republiek.

## Geschiedenis
Ludwigslust ontstond op 25 juli 1952 uit de sinds 1933 bestaande Landkreis Ludwigslust en het westelijke puntje van de Landkreis Westprignitz in Brandenburg.  Bij de Duitse hereniging op 3 oktober 1993 werd de Ludwigslust, die sinds 17 mei 1990 als landkreis werd aangeduid, onderdeel van de nieuw gevormde deelstaat Mecklenburg-Voor-Pommeren. Op 1 augustus 1992 werden de gemeenten van het huidige Amt Lenzen-Elbtalaue overgeheveld naar de Landkreis Perleberg in de deelstaat Brandenburg.
Op 12 juni 1994 werd de oude Landkreis Ludwigslust opgeheven en samen met de Landkreis Hagenow en het zuidwestelijke- en westelijke deel van de Landkreis Schwerin samengevoegd tot de groteren Landkreis Ludwigslust.

## Steden en gemeenten
In de periode rond de hereniging in 1990 konden vier gemeenten in de kreis zelfstandig worden:
- Brenz (maakte voorheen als Alt- en Neu Brenz deel uit van de gemeente Blievenstorf)
- Bresegard (uit de gemeente Eldena)
- Karenz (uit de gemeente Grebs)
- Krinitz met ortsteil Görnitz (uit de gemeente Gorlosen)

De Landkreis Ludwigslust bestond op 3 oktober 1990 uit 49 gemeenten, waarvan vijf steden:
| - Alt Krenzlin - Balow - Besandten - Blievenstorf - Brenz - Bresegard - Dadow - Dömitz, stad - Eldena - Eldenburg - Fahrbinde - Glaisin - Göhlen - Göhren - Gorlosen - Grabow, stad - Grebs | - Groß Laasch - Heidhof - Karenz - Karstädt - Kremmin - Krinitz - Kummer - Lanz - Lenzen (Elbe), stad - Leussow - Lüblow - Ludwigslust, stad - Malliß - Mellen - Milow - Möllenbeck - Muchow | - Neu Kaliß - Neustadt-Glewe, stad - Niendorf - Polz - Prislich - Rüterberg - Steesow - Tewswoos - Vielank - Warlow - Werle - Wöbbelin - Woosmer - Wootz - Zierzow |